# Darina Valitova
Darina Valitova –en ruso, Дарина Валитова– (Moscú, 9 de febrero de 1997) es una deportista rusa que compitió en natación sincronizada.
Ganó cuatro medallas en el Campeonato Mundial de Natación, en los años 2015 y 2017, y cuatro medallas en el Campeonato Europeo de Natación entre los años 2014 y 2018.

## Palmarés internacional
| Campeonato Mundial | Campeonato Mundial    | Campeonato Mundial | Campeonato Mundial |
| Año                | Lugar                 | Medalla            | Prueba             |
| ------------------ | --------------------- | ------------------ | ------------------ |
| 2015               | Kazán (Rusia)         | Medalla de oro     | Dúo libre mixto    |
| 2015               | Kazán (Rusia)         | Medalla de plata   | Dúo técnico mixto  |
| 2017               | Budapest (Hungría)    | Medalla de oro     | Equipo técnico     |
| 2017               | Budapest (Hungría)    | Medalla de oro     | Equipo libre       |
| Campeonato Europeo |                       |                    |                    |
| Año                | Lugar                 | Medalla            | Prueba             |
| 2014               | Berlín (Alemania)     | Medalla de oro     | Equipo             |
| 2016               | Londres (Reino Unido) | Medalla de oro     | Combinación libre  |
| 2018               | Glasgow (Reino Unido) | Medalla de oro     | Equipo técnico     |
| 2018               | Glasgow (Reino Unido) | Medalla de oro     | Equipo libre       |